# Sparbambus gombakensis
Sparbambus gombakensis là một loài nhện trong họ Salticidae.
Loài này thuộc chi Sparbambus. Sparbambus gombakensis được Zhang, Woon & Li miêu tả năm 2006.